# Molotov (banda)
Molotov é uma banda mexicana de rapcore formada na Cidade do México em 23 de Setembro de 1995. Seus poemas líricos são caracterizados uma mistura de espanhol e inglês, mixado e cantado por todos membros do grupo. Muitas canções, tal como "Gimme Tha Power" e "Frijolero", são inspiradas na política, com temas como a imigração de mexicanos para os Estados Unidos. Por vezes foram comparados com a banda estado-unidense Rage Against the Machine.
O Molotov se apresentou em 2015 no festival Lollapalooza, em São Paulo.

## Integrantes

### Membros atuais
- Tito Fuentes - vocal e guitarra (desde 1995)
- Mickey "Huidos" Huidobro - vocal e baixo (desde 1995)
- Paco Ayala - vocal e baixo (desde 1996)
- Randy "El Gringo Loco" Ebright - vocal e bateria (desde 1996)

### Ex-membros
- Javier de la Cueva - baixo (1995-1996)
- La Quesadillera - bateria (1995-1996)

## Discografia
Álbuns de estúdio
- ¿Dónde jugarán las niñas? (1997)
- Apocalypshit (1999)
- Dance and Dense Denso (2003)
- Con todo respeto (2004)
- Eternamiente (2007)
- Agua Maldita (2014)

Remix
- Molomix (1998)

Álbuns Ao Vivo
- Desde Rusia Con Amor (En Vivo) (2012)

Edições especiais
- Con Todo Respeto Unlimited Edition (2005)